# Tinajas (Panama)
Tinajas è un comune (corregimiento) della Repubblica di Panama situato nel distretto di Dolega, provincia di Chiriquí. Si estende su una superficie di 29,4 km² e conta una popolazione di 1.530 abitanti (censimento 2010).